# Ольшевский, Анджей
А́нджей Ми́хал Ольше́вский (пол. Andrzej Michał Olszewski, 2 июня 1931 года, Варшава — 16 октября 2021 года, Радзейовице) — польский врач-хирург, политик, посол на Сейм II и III каденций (1993—2001).

## Биография
Сын Кароля и Ирены. В 1954 году окончил лечебно-педиатрический факультет Медицинской академии в Варшаве. Получил докторскую степень в 1974 году в том же университете на основе диссертации под названием Развитие здравоохранения в фабричном поселке Жирардув до 1915 г., опубликованной в 2004 г. в виде отдельного книжного издания.
Специализировался на хирургии и был заведующим хирургическим отделением больницы в Жирардуве (1983—2003). После освобождения Польши от коммунизма активно участвует в Социал-демократии Республики Польша — был председателем её воеводского совета и членом Центрального Совета партии. На выборах 1991 года безуспешно баллотировался в избирательном округе № 3 Плоцк-Скерневице. На выборах 1993 года был избран в Сейм II каденции по избирательному округу № 41 Скерневице по списку Союза демократических левых сил. На выборах 1997 года был переизбран в том же округе. В 2001 году не баллотировался на переизбрание, оставаясь активистом СДЛС в Жирардове. Безуспешно баллотировался в советники Жирардувского повята на выборах 2002 года.
Был членом Польского хирургического общества, Польского общества истории медицины и фармации. Занимался хирургией и историей медицины. Опубликовал несколько десятков статей на эту тему в специализированных журналах («Архив истории медицины», «Польский медицинский еженедельник», «Медицинские проблемы», «Дневники собраний хирургов», «Польское хирургическое обозрение»).
Похоронен на кладбище Повонзки в Варшаве.

## Награды и премии
Награжден Серебряным и Золотым Крестом Заслуги, Кавалерским крестом ордена Polonia Restituta. Отмечен, среди прочего, почетным знаком «За образцовую работу в сфере здравоохранения», золотым знаком «За заслуги перед Варшавским воеводством», медалью «За заслуги перед Скерневицким воеводством».